# Васильева, Татьяна Алексеевна (пауэрлифтер)
Татья́на Алексе́евна Васи́льева (10 января 1974, п. Вуктыл, Коми АССР) — российский спортсмен-пауэрлифтер, мастер спорта России международного класса.

## Биография
С 1996 года тренировалась под руководством М. М. Хаина.
В мае 1997 — кандидат в мастера спорта, 1998 — мастер спорта России, 2001 — мастер спорта России международного класса.
Член пермской, а также — студенческой сборной России по пауэрлифтингу (1998–2001).
В начале 2000-х включалась в число "самых известных" МСМК по пауэрлифтингу Пермской области.
Кандидат философских наук, доцент кафедры истории философии Пермского университета.